# Palma de Mallorca
Palma de Mallorca je grad i luka smješten na otoku Mallorca te glavni grad španjolske autonomne zajednice Baleara. Poznato je španjolsko, ali i europsko turističko odredište. Smještena je na južnoj obali otoka, u zaljevu Palma. Palma de Mallorca ima 375.769 stanovnika (2005.), a zajedno s metropolitanskim područjem ima gotovo 475.000 stanovnika. 
U Palma de Mallorci se nalazi galerija (Museu Krekovic) i park (Parc de Kristian Kreković) koji nose ime hrvatskog slikara Kristijana Krekovića.